# Gulamo Khan
Gulamo Khan (Maputo, 11 de maig de 1952 - Mbuzini, Serralada Lebombo, 19 d'octubre de 1986) fou un escriptor i periodista moçambiquès.

## Biografia
Gulamo Khan fou locutor al Rádio Clube de Moçambique i després periodista. Fou nomenat agregat de Premsa del president de Moçambic, Samora Machel, i va morir en l'accident aeri que també va matar el president.
Després de la seva mort es va publicar el llibre Moçambicanto, amb una col·lecció de textos organitzat per Albino Magaia, Calane da Silva, José Craveirinha i Júlio Navarro. El llibre fou editat en la col·lecció Timbila de l'Associação dos Escritores Moçambicanos.